# 83. Oscar-gála
A 83. Oscar-gálán az Amerikai Filmművészetek és Filmtudományok Akadémiája a 2010-es év legjobb filmjeit és filmeseit honorálta. A díjátadó ceremóniát 2011. február 27-én rendezték a hollywoodi Kodak Theater-ben. Az Egyesült Államokban az ABC csatorna, Magyarországon pedig az HBO közvetítette élőben az eseményt. Az est házigazdáinak James Franco és Anne Hathaway színészeket kérték fel. A jelöltek listáját 2011. január 25-én, kedden tették közzé.

## Díjátadók
A 2010. december 13-ig nyilvánosságra került személyek listája, akik díjátadó szerepét töltik be a gálán.
- Halle Berry
- Jeff Bridges
- Sandra Bullock
- Marisa Tomei
- Oprah Winfrey

## Kategóriák és jelöltek
nyertesek félkövérrel jelölve

### Legjobb film
- 127 óra
- Eredet
- Fekete hattyú
- A félszemű
- The Fighter – A harcos
- A gyerekek jól vannak
- A király beszéde
- Social Network – A közösségi háló
- Toy Story 3.
- Winter’s Bone – A hallgatás törvénye

### Legjobb színész
- Javier Bardem (Biutiful)
- Jeff Bridges (A félszemű)
- Jesse Eisenberg (Social Network – A közösségi háló)
- Colin Firth (A király beszéde)
- James Franco (127 óra)

### Legjobb színésznő
- Annette Bening (A gyerekek jól vannak)
- Nicole Kidman (Rabbit Hole)
- Jennifer Lawrence (Winter’s Bone – A hallgatás törvénye)
- Natalie Portman (Fekete hattyú)
- Michelle Williams (Blue Valentine)

### Legjobb mellékszereplő színész
- Christian Bale (The Fighter – A harcos)
- John Hawkes (Winter’s Bone – A hallgatás törvénye)
- Jeremy Renner (Tolvajok városa)
- Mark Ruffalo (A gyerekek jól vannak)
- Geoffrey Rush (A király beszéde)

### Legjobb mellékszereplő színésznő
- Amy Adams (The Fighter – A harcos)
- Helena Bonham Carter (A király beszéde)
- Melissa Leo (The Fighter – A harcos)
- Hailee Steinfeld (A félszemű)
- Jacki Weaver (Animal Kingdom)

### Legjobb rendező
- Darren Aronofsky (Fekete hattyú)
- Ethan és Joen Coen (A félszemű)
- David Fincher (Social Network – A közösségi háló)
- Tom Hooper (A király beszéde)
- David O. Russell (The Fighter – A harcos)

### Legjobb eredeti forgatókönyv
- Another Year
- Eredet
- The Fighter – A harcos
- A gyerekek jól vannak
- A király beszéde

### Legjobb adaptált forgatókönyv
- 127 óra
- A félszemű
- Social Network – A közösségi háló
- Toy Story 3.
- Winter’s Bone – A hallgatás törvénye

### Legjobb fényképezés
- Eredet
- Fekete hattyú
- A félszemű
- A király beszéde
- Social Network – A közösségi háló

### Legjobb vágás
- 127 óra
- Fekete hattyú
- The Fighter – A harcos
- A király beszéde
- Social Network – A közösségi háló

### Legjobb látványtervezés
- Alice Csodaországban
- Eredet
- A félszemű
- Harry Potter és a Halál ereklyéi 1. rész
- A király beszéde

### Legjobb jelmez
- Alice Csodaországban
- A félszemű
- A király beszéde
- Szerelmes lettem
- The Tempest

### Legjobb smink
- Barney's Version
- Farkasember
- The Way Back

### Legjobb eredeti filmzene
- 127 óra – A. R. Rahman
- Eredet  – Hans Zimmer
- Így neveld a sárkányodat  – John Powell
- A király beszéde  – Alexandre Desplat
- Social Network – A közösségi háló – Trent Reznor & Atticus Ross

### Legjobb eredeti dal
- 127 óra („If I Rise”)
- Aranyhaj és a nagy gubanc („I See the Light”)
- Reflektorfény („Coming Home”)
- Toy Story 3. („We Belong Together”)

### Legjobb hang
- Eredet
- A félszemű
- A király beszéde
- Salt ügynök
- Social Network – A közösségi háló

### Legjobb hangvágás
- Eredet
- A félszemű
- Száguldó bomba
- Toy Story 3.
- TRON: Örökség

### Legjobb vizuális effektek
- Alice Csodaországban
- Azután
- Eredet
- Harry Potter és a Halál ereklyéi 1. rész
- Vasember 2.

### Legjobb animációs film
- Így neveld a sárkányodat
- Az illuzionista
- Toy Story 3.

### Legjobb idegen nyelvű film
- Biutiful
- Egy jobb világ
- Hors-la-loi
- Incendies
- Kynodontas (Kutyafog)

### Legjobb dokumentumfilm
- Exit Through the Gift Shop
- GasLand
- Inside Job
- Restrepo
- Waste Land

### Legjobb rövid dokumentumfilm
- Killing in the Name
- Poster Girl
- Strangers No More
- Sun Come Up
- The Warriors of Quigang

### Legjobb rövidfilm
- The Confession
- The Crush
- God of Love
- Na Wewe
- Wish 143

### Legjobb animációs rövidfilm
- Day & Night
- The Guffalo
- Let's Pollute
- The Lost Thing
- Madagascar, carnet de voyage

## Statisztika

### Egynél több jelöléssel bíró filmek
- 12 jelölés: A király beszéde
- 10 jelölés: A félszemű
- 8 jelölés: Eredet, Social Network – A közösségi háló
- 7 jelölés: The Fighter – A harcos
- 6 jelölés: 127 óra
- 5 jelölés: Fekete hattyú, Toy Story 3.
- 4 jelölés: A gyerekek jól vannak, Winter’s Bone – A hallgatás törvénye
- 3 jelölés: Alice Csodaországban
- 2 jelölés: Biutiful, Harry Potter és a Halál ereklyéi 1. rész, Így neveld a sárkányodat

### Egynél több díjjal bíró filmek
- 4 díj: Eredet, A király beszéde
- 3 díj: Social Network – A közösségi háló
- 2 díj: Alice Csodaországban, The Fighter – A harcos, Toy Story 3.